# Junonia kangeana
Junonia kangeana är en fjärilsart som beskrevs av Kalis 1933. Junonia kangeana ingår i släktet Junonia och familjen praktfjärilar. Inga underarter finns listade i Catalogue of Life.